# Eois duplicilinea
Eois duplicilinea là một loài bướm đêm trong họ Geometridae.